# Clubiona rileyi
Clubiona rileyi là một loài nhện trong họ Clubionidae.
Loài này thuộc chi Clubiona. Clubiona rileyi được Willis J. Gertsch miêu tả năm 1941.